# Feldkirch
Feldkrich je srednjovjekovni grad u zapadnoj austrijskoj saveznoj državi Vorarlbergu na granici sa Švicarskom i Lihtenštajnom. Ima 34.210 stanovnika (2020.) i administrativno je središte okruga Feldkircha. Nakon Dornbirna, drugi je najveći grad u Vorarlbergu po broju stanovnika s malo više stanovnika od glavnog grada Vorarlberga, Bregenza.

## Gradski okruzi
- Feldkirch (3184 stanovnika)
- Levis (2374 stanovnika)
- Altenstadt (4836 stanovnika)
- Gisingen (8539 stanovnika)
- Nofels (3760 stanovnika)
- Tosters (5379 stanovnika)
- Tisis (4982 stanovnika)

## Vanjske poveznice
- Službene webstranice